# Овнянская волость
Овнянская волость — административно-территориальная единица Александрийского уезда Херсонской губернии.
По состоянию на 1886 состояла из 14 поселений, 14 сельских общин. Население 1827 человек (909 мужского пола и 918 женского), 313 дворовых хозяйства.
|                        | Площадь, десятин | В том числе пахотной, дес. |
| ---------------------- | ---------------- | -------------------------- |
| Сельских общин         | 2163             | 1077                       |
| Частной собственности  | 13 198           | 4349                       |
| Казённой собственности | -                | -                          |
| Другой собственности   | 64               | 40                         |
| Всего                  | 15 425           | 5466                       |

Самые большие поселения волости:
- Овнянка (Яшникова) — село при реке Овнянка в 21 версте от уездного города, 339 человек, 52 двора, православная церковь.
- Михайловка (Золотницкая) — село при балке Раскоряченой, 85 человек, 11 дворов, православная церковь.